# Campionati del mondo di ciclismo su strada 1954
I Campionati del mondo di ciclismo su strada 1954 si disputarono a Solingen, in Germania Ovest, il 22 agosto 1954.
Furono assegnati due titoli:
- Prova in linea Uomini Dilettanti, gara di 150 km
- Prova in linea Uomini Professionisti, gara di 240 km

## Storia
Per la prima volta dall'edizione inaugurale del 1927 i mondiali ritornarono ad essere disputati in Germania.
Fausto Coppi, campione in carica, nonostante non avesse una condizione all'altezza di quella dell'edizione precedente, riuscì a rimanere con il gruppo dei migliori finché una caduta non lo taglio fuori. Davanti rimasero Louison Bobet, Charly Gaul, Jacques Anquetil e lo svizzero Fritz Schär. Agli attacchi di Bobet solo quest'ultimo riuscì a rispondere, rimanendo alla ruota del francese finché questi bucò a due giri dal termine, aprendogli la strada verso la vittoria finale. Tuttavia Bobet si lanciò all'inseguimento, riuscì a superarlo nell'ultimo chilometro e tagliò da solo il traguardo. Su settantuno corridori partiti, ventidue conclusero la prova.
Al Belgio andò il titolo dilettanti, medaglia d'oro con Emiel van Cauter.

## Medagliere
| Pos.   | Nazione     | Oro | Argento | Bronzo | Totale |
| ------ | ----------- | --- | ------- | ------ | ------ |
| 1      | Belgio      | 1   | 0       | 0      | 1      |
| 1      | Francia     | 1   | 0       | 0      | 1      |
| 3      | Danimarca   | 0   | 1       | 0      | 1      |
| 3      | Svizzera    | 0   | 1       | 0      | 1      |
| 5      | Lussemburgo | 0   | 0       | 1      | 1      |
| 5      | Paesi Bassi | 0   | 0       | 1      | 1      |
| Totale | Totale      | 2   | 2       | 2      | 6      |

## Sommario degli eventi
| Eventi                 | Oro                     | Tempo                      | Argento                 | Tempo | Bronzo                           | Tempo   |
| Uomini Professionisti  |                         |                            |                         |       |                                  |         |
| Gara in linea dettagli | Louison Bobet Francia   | 7h24'36" Media 32,388 km/h | Fritz Schär Svizzera    | a 12" | Charly Gaul Lussemburgo          | a 2'12" |
| Uomini Dilettanti      |                         |                            |                         |       |                                  |         |
| Gara in linea dettagli | Emiel van Cauter Belgio | 4h27'17"                   | Hans Andresen Danimarca | s.t.  | Martin van den Borgh Paesi Bassi | s.t.    |